# Marbode
Ne doit pas être confondu avec Marobod, roi marcoman du début du Ier siècle.
Marbode, anciennement Marbœuf, (en latin Marbodus), né vers 1040 et décédé le 11 septembre 1123 à Angers, poète latin et évêque de Rennes de 1096 à sa mort.

## Biographie
Né en Anjou vers 1040-1045 et formé à l'école cathédrale d'Angers, il en est l'écolâtre à partir de 1077. Entre 1069 et 1075 il devient chancelier, archidiacre et maître des écoles d'Angers.
L'écolâtre Marbode accède au siège épiscopal de Rennes après le mariage du duc de Bretagne Alain IV Fergent avec Ermengarde d'Anjou, dont il fait partie de l'entourage. Il succède ainsi à Sylvestre de La Guerche, dont la famille détenait l'évêché depuis un siècle, formant un véritable exemple de dynastie épiscopale. En 1096, il est consacré évêque par le pape Urbain II en personne, lors de la visite qu'il fit en France.
Marbode lance une réforme du clergé séculier, soutenu par le duc de Bretagne. Cela l'oppose à Robert d'Arbrissel: dans une lettre de 1098, il lui reproche ses excès, notamment de vivre au milieu des femmes pour lesquelles lui-même affirme son dégoût, de pratiquer le syneisaktisme, de porter un costume ridicule, de stigmatiser les vices du peuple et plus encore ceux des grands et du clergé. Marbode préfère la douceur et participe à de nombreux conciles.
En 1101, il se mêle à l'élection de l'évêque d'Angers. Lui-même abandonne son siège d'évêque (de Rennes) et se retire à l'abbaye Saint-Aubin d'Angers, où il reprend l'habit monastique. Il y meurt le 11 septembre 1123.

## Œuvre littéraire
Marbode écrit en vers et en prose, sur des sujets sacrés ou séculiers : poèmes en l'honneur de sa protectrice la duchesse Ermengarde d'Anjou, des vies (des vitae) de saints angevins, poèmes satiriques, œuvres didactiques…
La poésie de Marbode est style classique, en latin et avec une composition spécifique. Il écrit souvent en hexamètres léonins, typiques de l'époque, qui consistent en des vers de six pieds (hexamètres) dont la césure rime avec la fin (comme c'est le cas pour les vers léonins).

Son Lapidarius (« Lapidaire »), ouvrage didactique sur les propriétés des minéraux a eu une large audience et a été traduit dans plusieurs langues. Voici ce qu'il dit du cristal :

« Le cristal est de la glace durcie pendant de nombreuses années. Selon l’avis de certains savants qui ont écrit en ce sens, elle conserve le froid et la couleur de son origine. D’autres le nient et tiennent pour assuré qu’en de nombreuses parties du monde naît du cristal que n’a jamais touché aucune force de froideur ni aucun hiver glacé ; mais voici qui doit être établi aux yeux de tous et ne doit être mis en doute par personne : cette pierre, soumise au soleil, engendre du feu et enflamme habituellement l’amadou qu’on lui présente. Mélangée à du miel, elle est donnée aux mères qui allaitent : grâce à cette boisson, croit-on, les seins se remplissent de lait. »

Dans son Livre des dix chapitres, son poème « De la femme mauvaise » est considéré par l'historien Jacques Dalarun comme « un des morceaux de littérature les plus misogynes qu'il soit donné de lire, surpassant de loin le Sixième Satire de Juvénal où Marbode puise pourtant largement, égalant le Chant sur le mépris du monde, de Roger de Caen ».
Marbode a également écrit des poèmes lyriques sur des sujets variés, dont des poèmes explicitement érotiques sur des hommes et des femmes. La plupart de ses poèmes courts ont d'abord circulé, des florilèges, des collections assemblées pour être étudiées à l'école. Les poèmes les plus radicaux de Marbode, bien qu'imprimés dans les premières éditions, n'ont pas été repris dans les éditions de Beaugendre et Bourassé ; ils ont été réimprimés par Walther Bulst dans "Liebesbriefgedichte Marbods".
Si Marbode écrit des poèmes homoérotiques, il n'existe pas de preuves qu'il ait lui-même eu des relations homosexuelles. Cependant, il était notoirement proche d'autres hommes connus pour avoir écrit des poèmes parlant d'homosexualité, notamment Baudri de Bourgueil et Hildebert de Lavardin, à qui il dédie bon nombre de ses œuvres.

### Textes
- Poèmes de Marbode : évêque de Rennes (XIe siècle), traduits en vers français, avec une introduction par Sigismond Ropartz, Rennes, Verdier, 1873, consultable sur la bibliothèque numérique de l'Université Rennes 2
- Liber de ornamentis verborum (vers 1080), Florence, 2000. Traité de rhétorique.
- De lapidis ou Liber lapidum, seu De gemmis, De lapidibus (avant 1090), trad. Le lapidaire : Valérie Gontero-Lauze, Sagesses minérales. Médecine et magie des pierres précieuses au Moyen Âge, Paris : Éditions Classiques Garnier, coll. « Sagesse du Moyen Âge », 2010, 316 p.,  (ISBN 9782812401251), p. 151-176. Pierre Monat, Marbode, Poème des pierres précieuses, XIe siècle, traduit du latin, présenté et annoté..., suivi de Une lecture symboliste des lapidaires médiévaux, par Claude Louis-Combet, Grenoble, 1996, 110 p. (Petite collection Atopia, 6).
- Carmina varia, Traduction en vers de Sigismond Ropartz, Poésies diverses
- Liber decem capitulorum (Livre des X chapitres), édi. par R. Leotta, Rome, 1984. Poèmes sur la vieillesse, le destin, les âges de la vie, l'amitié, la femme.

### Études
- L. Hernault, Marbode, évêque de Rennes. Sa vie et ses œuvres (1035-1123), Rennes, 1890.
- Robert Halleux, « Damigéron, Evax et Marbode. L'héritage alexandrin dans les lapidaires médiévaux », dans Studi Medievali, 15, no 1 (1974), 327-347.
- Jacques Dalarun, « Marbode de Rennes », in Dictionnaire du Moyen Âge, PUF, 2002, p. 876-877.
- (la) Jean-Barthélemy Hauréau, Gallia Christiana, vol. XIV Provincia Turonensi, Paris, Firmin-Didot, 1856, p. 746-8 Episcopi Redonenses  XIX Marbodius